# ادبیات پارتی

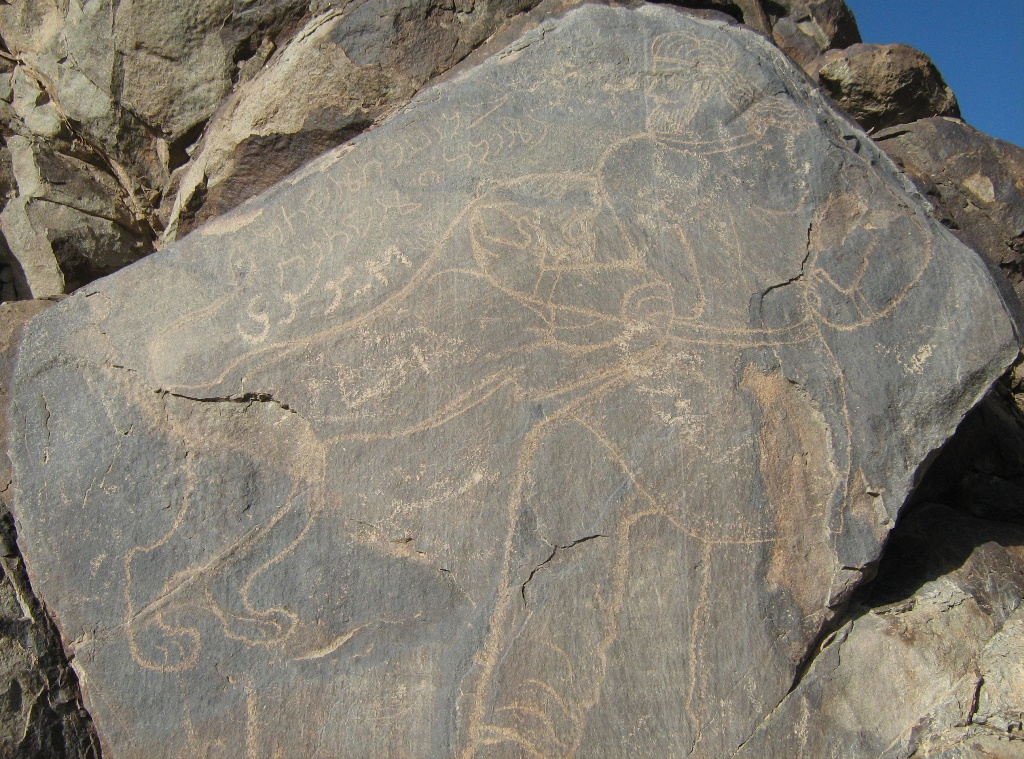
سنگ‌نگاره کال‌جنگال؛ از آثار پارتی

ادبیات پارتی شامل آثار ادبی به زبان پارتی می‌شود. از صورت باستانی این زبان اثری موجود نیست اما از پارتی میانه نوشته‌هایی بر روی سنگ، چرم، سفال، فلز، سکّه، مُهر و جز آن‌ها به خط پارتی کتیبه‌ای و نوشته‌هایی از مانویان به خط مانوی در دست است. سنگ‌نوشته‌های دو یا سه‌زبانه شاهان ساسانی، بنچاق اورامان و آثار دورا اروپوس مهم‌ترین آثار برجای مانده از این زبان هستند. با توجه به شواهد زبان‌شناختی می‌توان درخت آسوریگ و یادگار زریران در دوره ساسانی را متن‌هایی دست‌کاری‌شده از زبان پارتی به خط پارسی میانه دانست.
از ادبیات پارتی در دوره اشکانی متنی به شکل اصلی به دست ما نرسیده‌است ولی از روی شواهد می‌توان گفت که در آن دوره آثار ادبی غیردینی موجود بوده‌است. ادبیات غیردینی پارتی به نظر بیشتر منظوم بوده‌است. در دوران اشکانیان آثار غیردینی و افسانه‌ها سینه به سینه توسط قصه‌گویان و نقالان روایت می‌شد. گروهی از آنان گوسان نام داشتند. از این داستان‌ها، بعدها در گردآوری و تدوین خدای‌نامه استفاده شده‌است. ویس و رامین نیز یکی از منظومه‌های عاشقانه فارسی با اصالتی پارتی است. داستان بیژن و منیژه در شاهنامه نیز شاید دارای اصلی پارتی باشد.

## آثار به خط و زبانپارتی
هرچند از آثار پارتی باستان اثری پیدا نشده، اما آثاری از فرم میانه آن در دست است.
- حدود سه هزار سفال نوشته مربوط به سده یکم پیش از میلاد که در نسا پیدا شده‌اند.
- بنچاق اورامان، سندی مربوط به داد و ستد یک زمین، پیدا شده در جنوب غربی ایران امروزی.
- تعداد سفال‌نوشته که در شهر قومیس پیدا شده‌اند.
- درخت آسوریگ
- سکه‌ها و سنگ‌نبشته‌های شاهنشاهان اشکانی
- کتیبه هرکول میشان، مربوط به سال ۱۵۰ یا ۱۵۱ میلادی
- سنگ‌نبشته اردوان پنجم، پیدا شده در شوش (به سال ۲۱۵ میلادی)
- تعدادی سند که در سده سوم میلادی در دورا اورپوس پیدا شده‌اند.
- سنگ‌نگاره کال‌جنگال، در نزدیکی بیرجند
- سنگ‌نبشته‌های ساسانی مربوط به قرن سوم میلادی
- آثار مانوی
- آثار به دست آمده در شمال پاکستان که مرتبط به پادشاهی سورن هستند.